# Andrei Mordvitchov
Andrei Nikolaevitch Mordvitchov (em russo: Андрей Николаевич Мордвичёв; Pavlodar, Oblast de Pavlodar, 14 de janeiro de 1976) é um militar russo, coronel-general desde 7 de setembro de 2023 e atual comandante-em-chefe das Forças Terrestres da Federação Russa desde 15 de maio de 2025 (com a entrega do estandarte em 22 de maio de 2025). Anteriormente, foi comandante do Distrito Militar Central entre 16 de fevereiro de 2023 e 15 de maio de 2025. Em abril de 2023, comandava o agrupamento de tropas “Centro”. Foi condecorado com o título de Herói da Federação Russa em 2024. Durante a invasão russa da Ucrânia, liderou unidades do exército no cerco de Mariupol em 2022.

## Biografia
Nasceu em 14 de janeiro de 1976 na cidade de Pavlodar, na RSS do Cazaquistão.
Em 1997, formou-se na Escola Superior de Comando de Armas Combinadas de Novosibirsk. Em 2006, concluiu a Academia de Armas Combinadas das Forças Armadas da Federação Russa.
Em 19 de abril de 2011, com o posto de coronel, foi nomeado comandante da 4.ª Brigada de Tanques de Guardas Separada Kantemirovskaya, nomeada em homenagem a Andropov. Promovido a major-general em 12 de junho de 2013. Em 2014, comandou uma brigada de fuzileiros motorizados.
Em 2016, formou-se na Academia Militar do Estado-Maior Geral das Forças Armadas da Rússia.
Em 2017, foi chefe da guarnição de Iujno-Sakhalinsk e participou do desfile da Vitória na cidade como comandante do 68.º Corpo de Exército.
Em 2018, foi primeiro subcomandante e chefe do Estado-Maior do 41.º Exército de Armas Combinadas do Distrito Militar Central, tendo comandado o Desfile da Vitória em Novosibirsk.
De 2019 a 2021, foi primeiro subcomandante do 8.º Exército de Armas Combinadas do Distrito Militar do Sul.
De 2021 a 2022, foi comandante do 8.º Exército de Armas Combinadas do Distrito Militar do Sul.
Após o ataque ucraniano a Chornobaivka em 18 de março de 2022, o Estado-Maior das Forças Armadas da Ucrânia declarou que ele havia sido morto.
Na primavera de 2022, comandou o agrupamento das Forças Armadas da Rússia nas batalhas por Mariupol.
De 2022 a 2023, foi subcomandante das tropas do Distrito Militar do Sul.
De 16 de fevereiro de 2023 a 15 de maio de 2025, foi comandante das tropas do Distrito Militar Central.
Em 7 de setembro de 2023, foi promovido ao posto de Coronel-general por decreto do presidente da Rússia.
Desde 15 de maio de 2025, é comandante-em-chefe das Forças Terrestres da Federação Russa.

## Sanções
Em junho de 2023, "por apoiar ações que minam e ameaçam a integridade territorial, a soberania e a independência da Ucrânia", Mordvitchov foi incluído na lista de sanções da União Europeia e da Suíça. Ressalta-se que, sob seu comando, as Forças Armadas da Rússia, incluindo tropas do Distrito Militar Central, participaram do ataque à Ucrânia. Em 23 de novembro de 2023, foi incluído na lista de sanções da Ucrânia.

## Acusações de crimes de guerra
Durante o ataque russo à Ucrânia, segundo a Human Rights Watch, com base no princípio da responsabilidade de comando, Mordvitchov pode estar envolvido na prática de crimes de guerra durante os combates e o cerco a Mariupol, incluindo ataques, obstrução de ajuda humanitária e evacuação, além de crimes contra a humanidade.

## Prêmios
- Herói da Federação Russa (março de 2024);
- Ordem "Por Mérito à Pátria" de 4ª classe com espadas;
- Ordem de Alexandre Nevsky;
- Ordem de Júkov;
- Ordem da Coragem;
- Ordem do Mérito Militar;[10]
- Medalha da Ordem "Por Mérito à Pátria" de 2ª classe;
- Medalha de Suvorov;[10]
- Medalhas do Ministério da Defesa da Federação Russa.